# Elena Padrones
Elena María del Rocío Padrones Nieto (Valladolid, 2 de mayo de 1973) es una deportista española que compitió en ciclismo adaptado en las modalidades de ruta y pista. Ganó una medalla de bronce en los Juegos Paralímpicos de Atlanta 1996 en la prueba de ruta tándem clase abierta (60/70k).

## Palmarés internacional
| Juegos Paralímpicos | Juegos Paralímpicos | Juegos Paralímpicos | Juegos Paralímpicos                    |
| Año                 | Lugar               | Medalla             | Prueba                                 |
| ------------------- | ------------------- | ------------------- | -------------------------------------- |
| 1996                | Atlanta (EE. UU.)   | Medalla de bronce   | Ruta tándem clase abierta 60/70k mixto |